# 明德北街道
明德北街街道是中国河北省张家口市桥西区下辖的一个街道。

## 行政区划
明德北街街道下辖蒙古营社区、营城子社区、中学街社区、西沙河社区、清河园社区、附属医院社区。